# Легіслатура штату Техас
Легіслатура штату Техас — двопалатний законодавчий орган штату Техас. Складається з Сенату, в якому 31 сенатор, та Палати представників, в якій 150 депутатів. Легіслатура засідає в Капітолії штату Техас в місті Остін, столиці Техасу. Легіслатура є найсильнішою частиною уряду штату Техас, не тільки тому що в її виключній компетенції знаходиться виділення бюджету на всі інші органи влади, але також і тому що вона обирає весь склад уряду крім губернатора та віцегубернатора. Легіслатура штату Техас є конституційним наступником Конгресу Республіки Техас утвореного в 1836 році. Техас увійшов до складу США в 1845 році, тоді ж Конгрес Республіки Техас перетворився на Легіслатуру штату Техас. Найперша сесія Легіслатури почалась 16 лютого 1846 року.

## Структура
Легіслатура штату Техас збирається на регулярні сесії, вони починаються у другий вівторок січня непарного року. Конституція Техасу обмежує звичайні сесії 140 днями. Віцегубернатор, який обирається всім штатом окремо від Губернатора, є головуючим у Сенаті, а в Палаті представників головуючим є Спікер, якого члени палати обирають зі свого складу. В обох палатах є значна кількість комітетів.
Тільки Губернатор може скликати позачергові сесії Легіслатури, на відміну від інших штатів, де Легіслатура може скликати сама себе на сесію. Губернатор може скликати стільки сесій, скільки вважає за потрібне. Наприклад, Губернатор Рік Перрі в 2003 році скликав три позачергові сесії підряд щоб відреагувати на зміну меж виборчих округів Конгресу США. Конституція обмежує тривалість позачергових сесій 30 днями, законодавці можуть розглядати лише ті питання, для яких була скликана ця сесія (хоча Губернатор може додавати інші питання до порядку денного сесії).
Будь-який законопроєкт схвалений Легіслатурою, набуває чинності через 90 днів після голосування, окрім випадків коли дві третини голосів в кожній палаті були віддані за те, щоб закон набув чинності раніше або негайно. Легіслатура також може визначити дату набуття чинності, що наступає пізніше ніж через 90 днів. Наразі склалась така законодавча практика, що нові закони набувають чинності 1 вересня непарних років, оскільки саме 1 вересня в Техасі починається фіскальний рік.
Хоч члени законодавчого органу обираються після висунення їх партіями, обидві палати організовані на непартійних принципах, зокрема на керівних посадах, таких як голови комітетів, перебувають члени обох партій. Станом на 2020 рік Республіканська партія має більшість в обох палатах Легіслатури.

## Вимоги до кандидатів
Конституція Техасу висуває такі вимоги до кандидатів у депутати Легіслатури:
- Сенатор має бути віком як мінімум 26 років, проживати в Техасі протягом п'яти років до виборів та в окрузі, з якого він обирається, протягом одного року до виборів. Кожен сенатор обирається на чотирирічний термін. Половина складу Сенату переобирається щодва роки, в парні роки, за виключенням виборів одразу після десятирічного перепису населення, під час яких переобирається весь Сенат, щоб сенатори представляли нові переформатовані виборчі округи. Після таких виборів склад Сенату розділяється на два класи, один переобирається через два роки, інший через чотири.
- Член Палати представників має бути віком як мінімум 21 рік, громадянином Техасу протягом двох років до виборів та проживати в окрузі, з якого він обирається, протягом одного року до виборів. Членів Палати представників обирають на дворічні терміни, з перевиборами у парні роки.[3]

## Робота і заробітна плата
Робота депутатом Легіслатури штату Техас не є повною зайнятістю, депутати зазвичай мають основну роботу. Лише у 10 законодавчих органах штатів США депутатство є повною зайнятістю. Таким чином, Техас є найбільшим за населенням штатом, де робота депутатом не є повною зайнятістю (на відміну від Легіслатури штату Каліфорнія, найбільшого штату США за населенням).
Законодавці у Техасі заробляють по 600 доларів на місяць, або по 7200 на рік, а також оплата у розмірі 221 долару за кожен сесійний день (включно із позачерговими сесіями). Разом виходить 38 140 доларів за сесійний рік і 41 000 доларів за два роки (разом за сесійний і несесійний роки). Депутати починають отримувати пенсію починаючи з 60 років, якщо вони пропрацювали в Легіслатурі принаймні вісім років.

## Результати останніх виборів

Результати виборів до Сенату 2018 року за округами
Результати виборів до Палати представників 2018 року за округами

## Допоміжні агентства
Легіслатура штату Техас має п'ять допоміжних агенств, які входять до законодавчої гілки влади:
- Техаська бюджетна рада
- Техаська законодавча рада
- Техаська законодавча бібліотека
- Аудитор штату Техас
- Дорадча комісія штату Техас

## Галерея

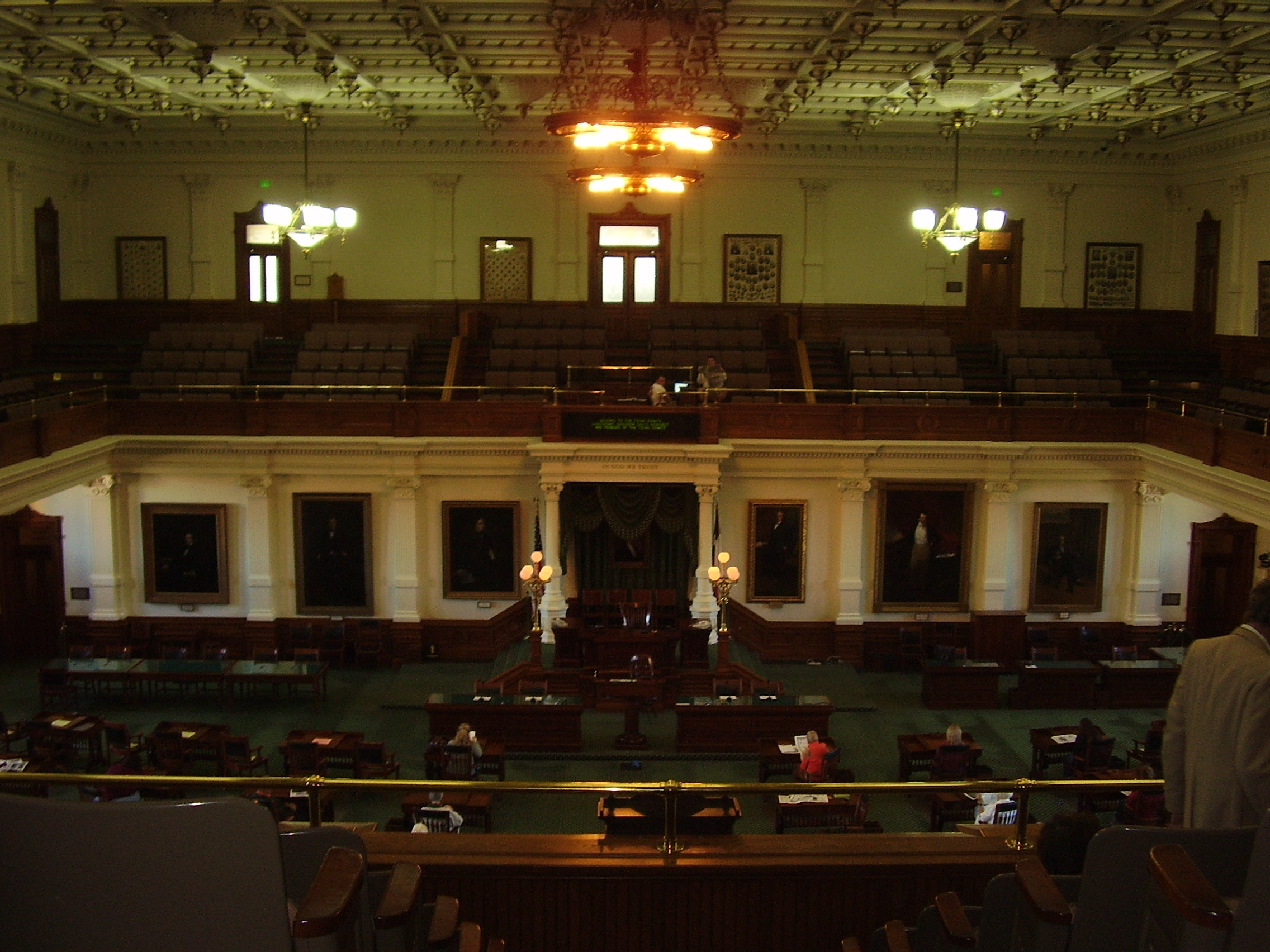
Зала засідань Сенату
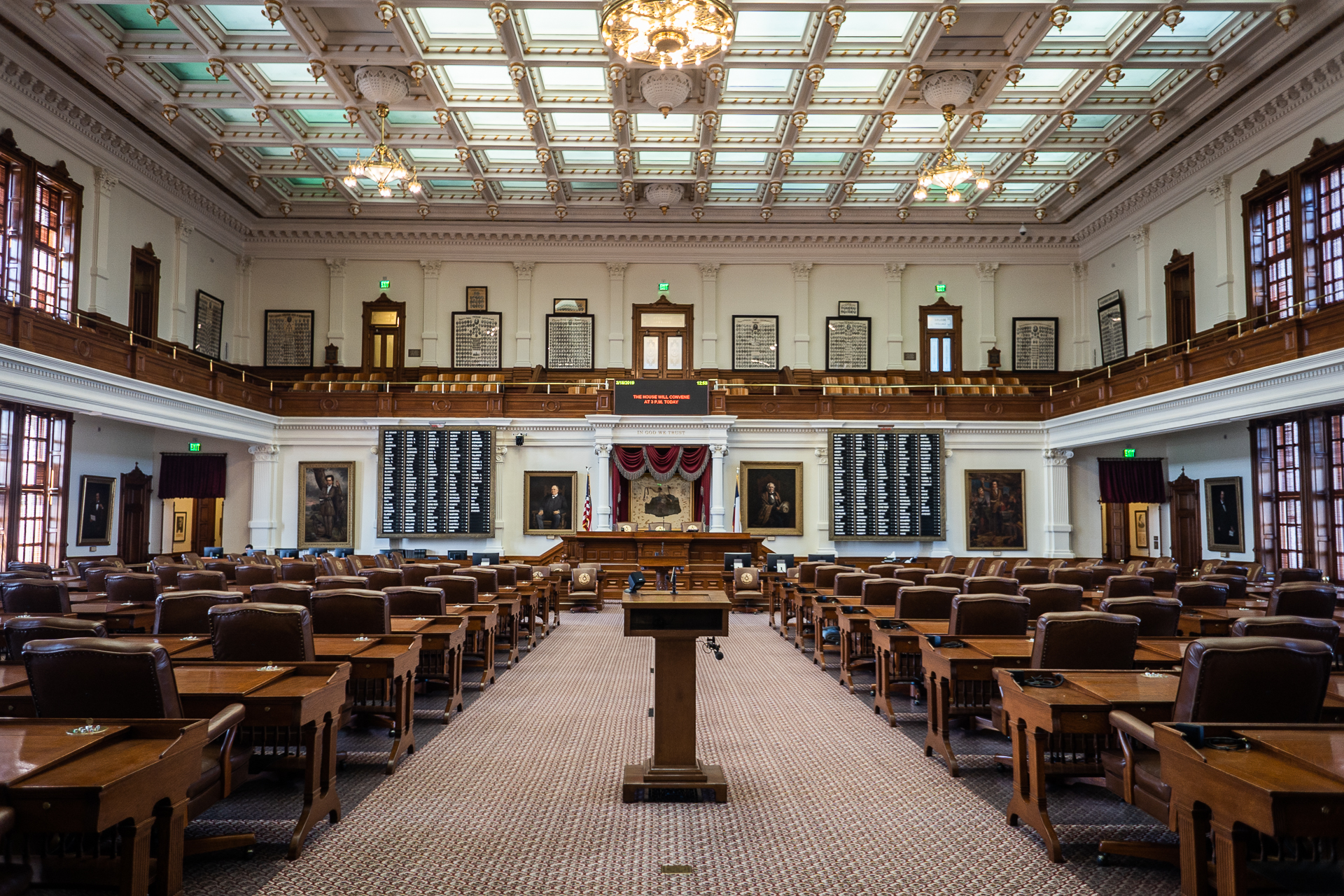
Зала засідань Палати представників
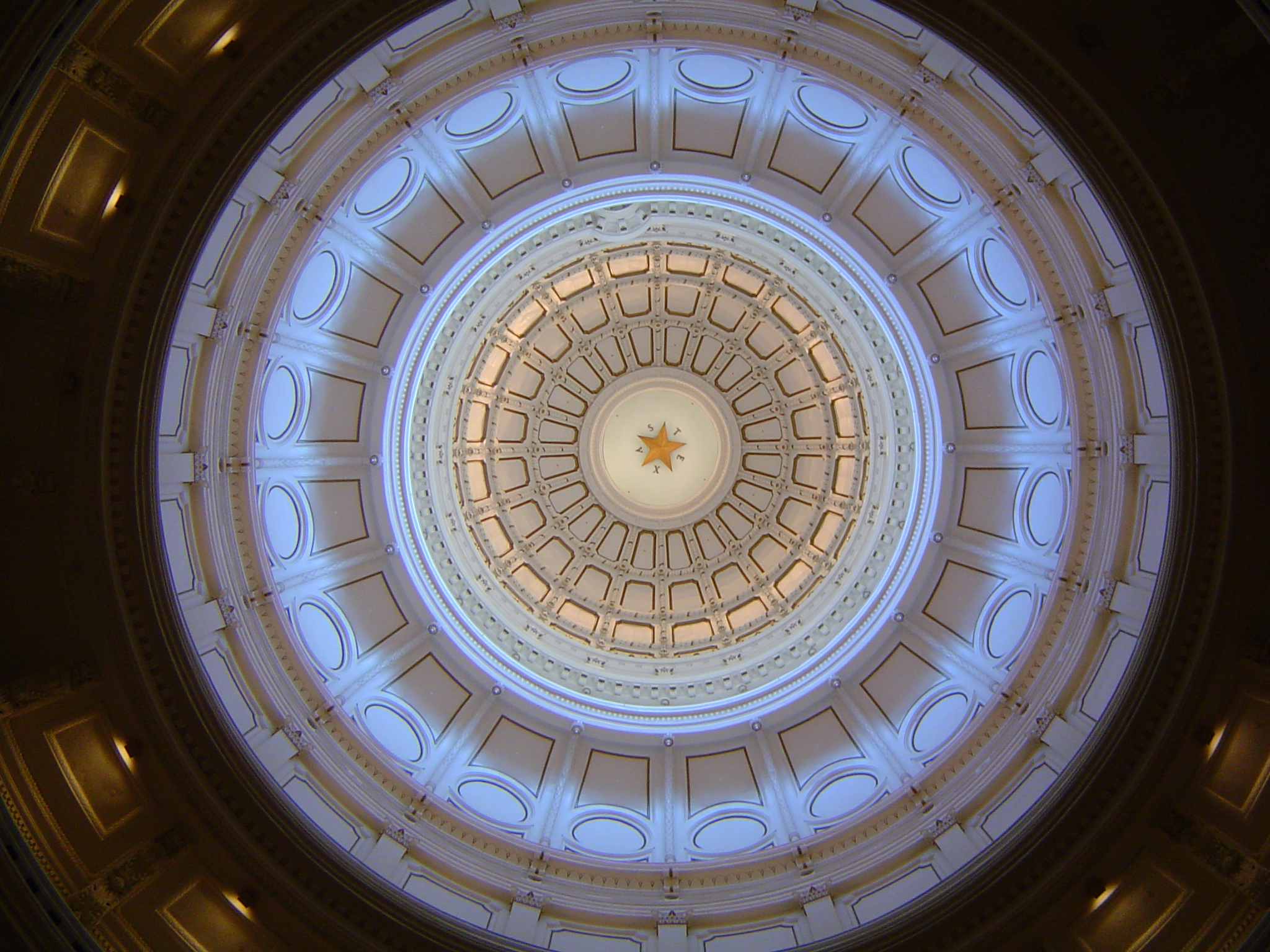
Купол будівлі Капітолія зсередини
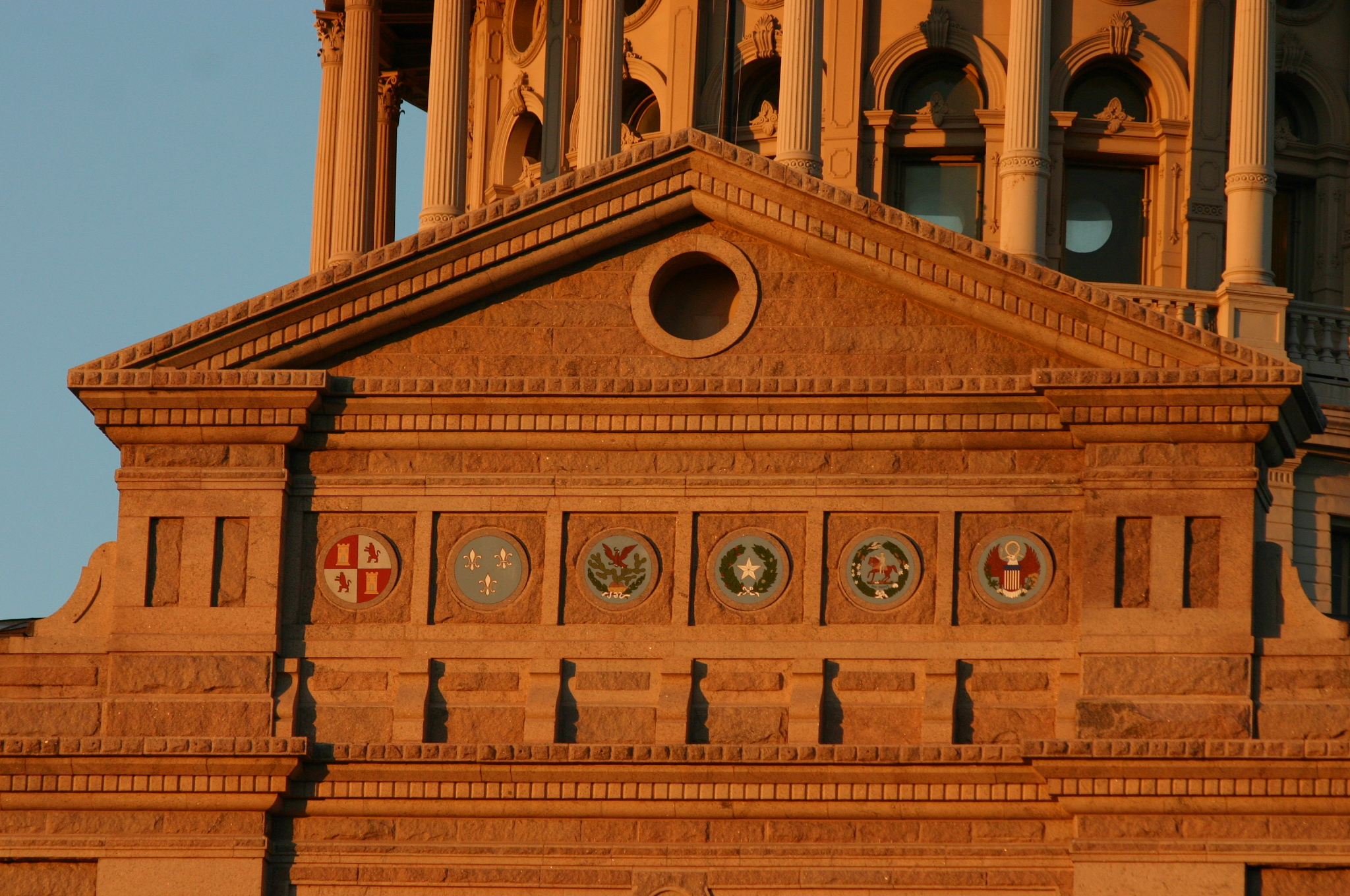
Герби шести державних утворень, в складі яких побував Техас за свою історію: Іспанія, Франція, Мексика, незалежний Техас, Конфедерація та США
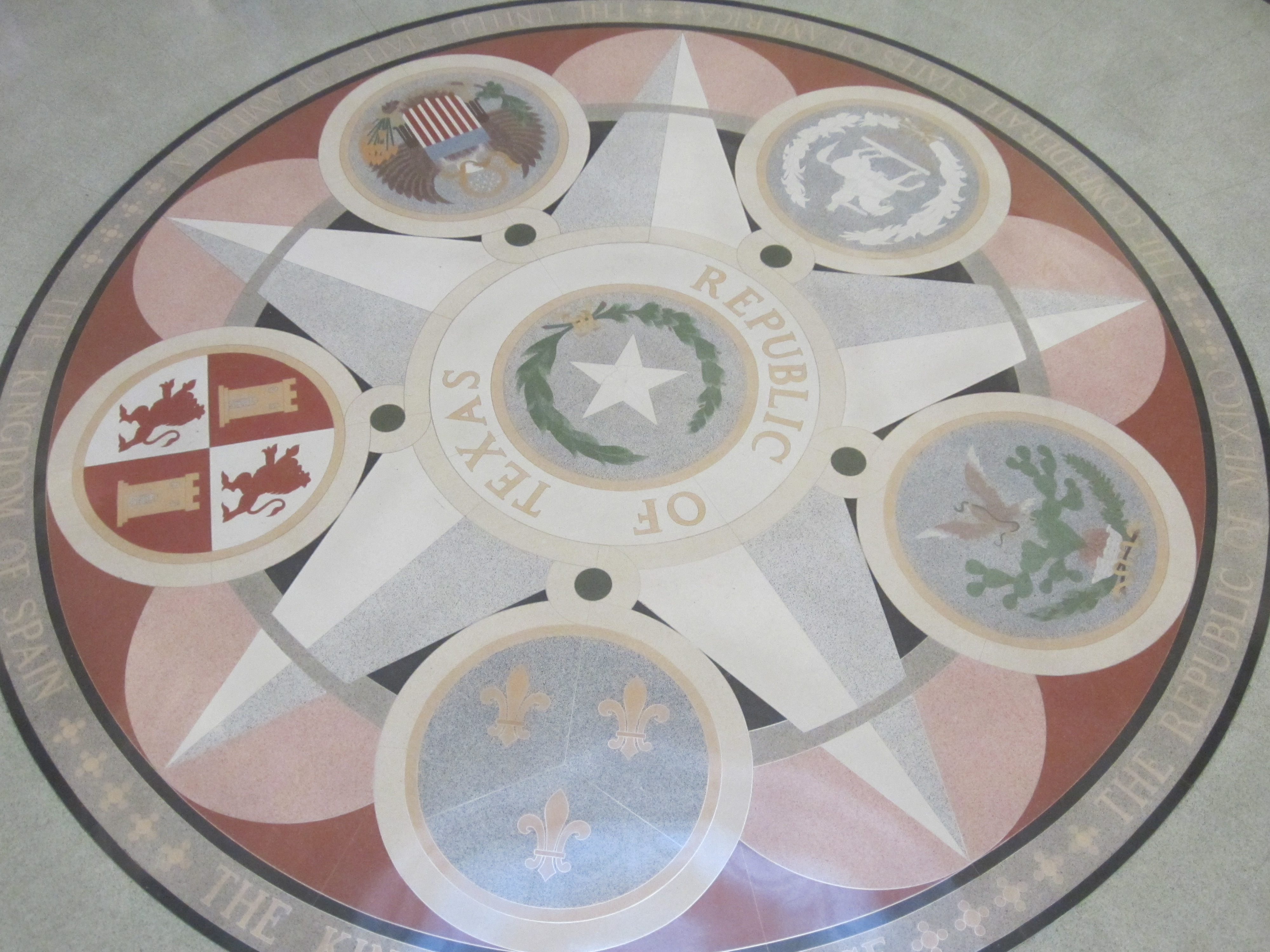
Ті ж самі герби на підлозі прямо під куполом
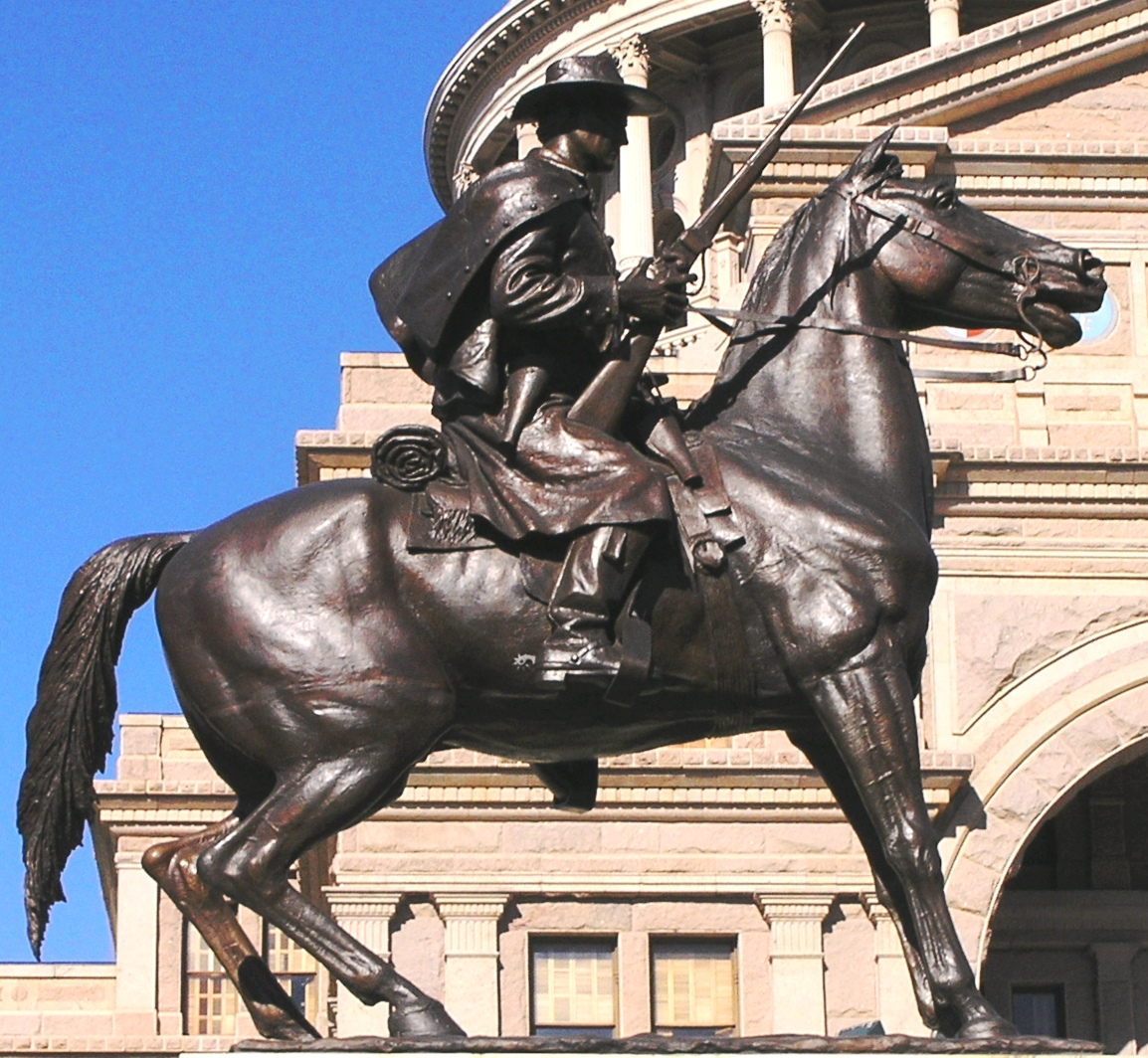
Пам'ятник рейнджеру перед будівлею Капітолія Техасу